# Duddon
Pour les articles homonymes, voir Duddon (Cheshire) et Duddon and Burton.
Le Duddon (en anglais : River Duddon) est un cours d'eau du nord-ouest de l'Angleterre, en Cumbria.

## Géographie
Il prend sa source à 393 mètres au-dessus du niveau de la mer près de la « pierre des Trois Comtés » au col Wrynose (en). Il coule jusqu'à la mer sur un parcours d'environ 24 kilomètres avant d'entrer dans la mer d'Irlande dans l'estuaire du Duddon (au lieu dit Duddon Sands, vers Broughton-in-Furness).
Sur toute sa longueur, le Duddon forme la frontière entre les comtés historiques du Lancashire et du Cumberland et depuis la réorganisation de 1974, le Duddon se trouve dans le comté cérémoniel de Cumbria. 
Sa vallée se nomme la vallée du Duddon (en).